# Leucomium hillianum
Leucomium hillianum là một loài Rêu trong họ Leucomiaceae. Loài này được (Hampe) A. Jaeger mô tả khoa học đầu tiên năm 1880.